# برج کی
برج کی یا برج کلید (انگلیسی: Key Tower) یک آسمان‌خراش واقع در اوهایو، ایالات متحده آمریکا می‌باشد. ساخت و ساز این ساختمان در سال ۱۷ اکتبر ۱۹۸۸ میلادی شروع شد و در سال ۱۹۹۱ به پایان رسید. معمار این بنا سزار پلی است. مساحت زیربنای آن ۱٬۵۵۰٬۰۰۰ فوت مربع (۱۴۴٬۰۰۰ متر مربع)، تعداد طبقاتش ۵۷ است.